# اچ‌ام‌اس ستاره (۱۸۹۶)
اچ‌ام‌اس ستاره (۱۸۹۶) (به انگلیسی: HMS Star (1896)) یک کشتی بود که طول آن ۲۱۹ فوت ۹ اینچ (۶۶٫۹۸ متر) بود. این کشتی در سال ۱۸۹۶ ساخته شد.